# Florești, Cluj
Florești là một xã thuộc hạt Cluj, România. Dân số thời điểm năm 2002 là 7504 người.